# Arne Delborn

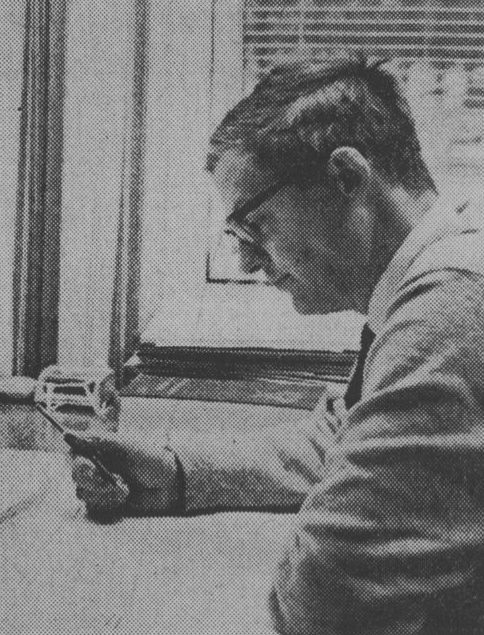
Arne Delborn

Arne Delborn, född 3 mars 1923 i Kalmar, Kalmar län, död 15 september 2011 i Sankta Birgitta församling, Kalmar, var en svensk arkitekt.
Arne Delborn utbildade sig till arkitekt på Chalmers tekniska högskola i Göteborg med examen 1945. Han var därefter länsarkitekt i Kalmar län till 1951. Delborn var även stadsarkitekt på deltid i Mörbylånga kommun. Han drev därefter egen arkitektbyrå i Kalmar som 1962 ombildades till Atrio Arkitekter.

## Verk i urval[2]
- Skola i Mörbylånga 1952

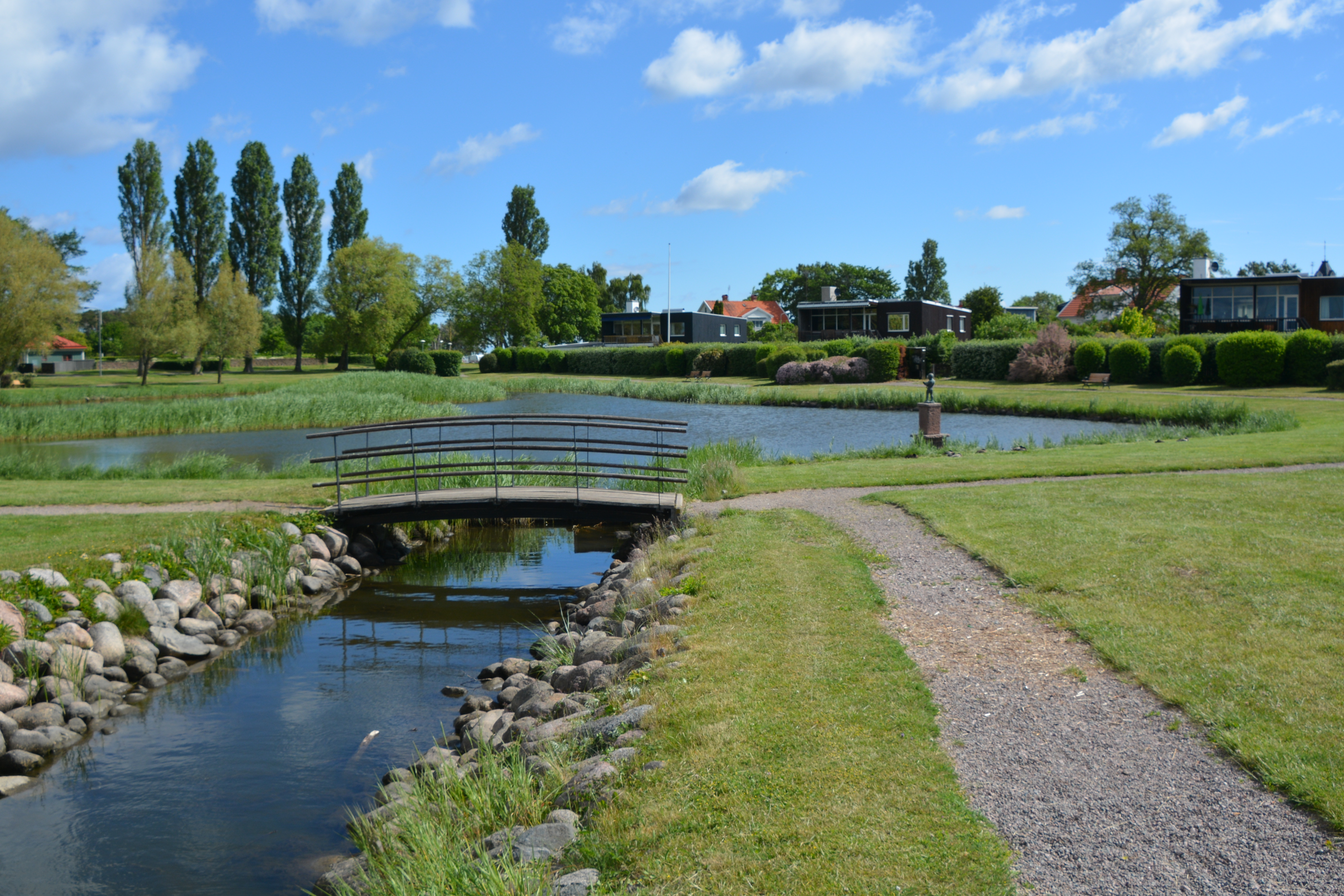
Starholkarna vid Bäckmans park i Borgholm.

- Matsal till Lindöskolan i Kalmar 1955
- Rödsle skola i Oskarshamn 1954 och 1958
- Sparbankshuset i Borgholm 1954
- Funkaboskolan i Kalmar 1959
- Eget parhus på Jutegatan i Kalmar 1962
- Norrlidshemmet i Kalmar 1970
- Ridhus på Svensknabben i Kalmar
- Gymnastik- och matsalsbyggnad till Vasaskolan i Kalmar

Han ritade också på 1950-talet fyra likadana villor vid Strandgatan i Borgholm i anslutning till Bäckmans park.